# NikitA
«NikitA» — український поп-гурт, створений 2008 року продюсером Юрієм Нікітіним, генеральним директором музичної компанії «Mamamusic» Перший склад гурту: Дар'я Астаф'єва (2008 — 2017), Юлія Кавтарадзе (2008–2011). Анастасія Кумейко прийшла на заміну Юлі Кавтарадзе 2011 року.

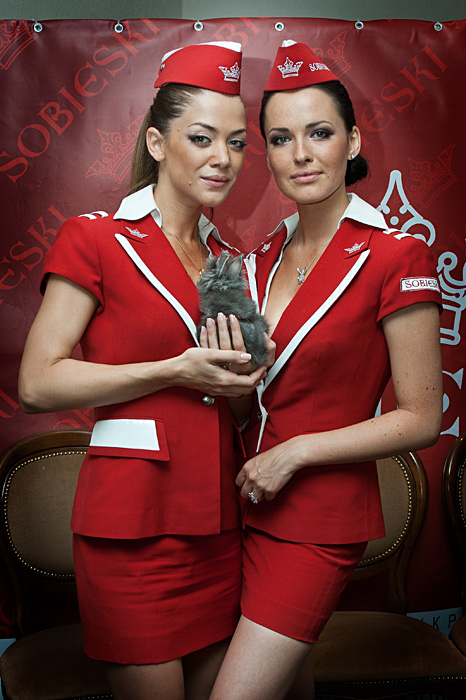
Юлія Кавтарадзе (2008–2011) та Дар'я Астаф'єва (2008 — 2017)

Колектив став відомим багато в чому завдяки сексуальному іміджу своїх учасниць, які неодноразово з'являлися в еротичних фотосесіях для чоловічих журналів і знімалися в провокаційних кліпах.

## Дискографія
- 2009 — Машина
- 2014 — Химия

## Відеографія
| Рік  | Кліп           | Режисер                         | Альбом   |
| ---- | -------------- | ------------------------------- | -------- |
| 2008 | «Машина»       | Олександр Філатович             | «Машина» |
| 2008 | «Зайчик»       | Олександр Філатович             | «Машина» |
| 2009 | «Солдат»       | Віктор Скуратовський            | «Машина» |
| 2009 | «Верёвки»      | Віктор Скуратовський            | «Машина» |
| 2010 | «Королева»     | Сергій Ткаченко                 | «Машина» |
| 2011 | «Bite»         | Сергій Ткаченко                 | TBA      |
| 2011 | «Искусаю»      | Сергій Ткаченко                 | TBA      |
| 2011 | «20:12»        | Сергій Ткаченко                 | TBA      |
| 2012 | «Это чувство»  | Валерій Бебко, Олег Борщевський | «Машина» |
| 2012 | «Avocado»      | Сергій Ткаченко                 | TBA      |
| 2013 | «Синее Платье» | Олександр Шапіро                | TBA      |
| 2013 | «Игра»         | Олег Борщевський                | TBA      |